# 비봉초등학교 (강원)
비봉초등학교는 대한민국 강원특별자치도 양구군 양구읍에 있는 공립 초등학교이다.

## 학교 연혁
- 1966년 3월 1일 비봉국민학교 개교(7학급)
- 1982년 3월 2일 병설유치원 개원
- 1996년 3월 1일 비봉초등학교로 개칭
- 2002년 3월 1일 특수학급 1학급 인가
- 2012년 9월 1일 제16대 박춘택 교장 부임
- 2013년 3월 1일 병설유치원 1학급 증설(2학급)
- 2014년 2월 14일 제45회 졸업식(43명 졸업, 졸업생 누계 3,194명)

## 참고 자료
- 비봉초등학교 - 한국교육학술정보원 학교알리미